# OY Arae
OY Arae, även känd som Nova Arae 1910, är en dubbelstjärna belägen i den mellersta delen av stjärnbilden Altaret. Den har en skenbar magnitud av ca 18,7 och kräver ett kraftfullt teleskop för att kunna observeras. Baserat på parallax enligt Gaia Data Release 3 på ca 0,268 mas beräknas den befinna sig på ett avstånd av ca 12 000 ljusår (ca 3 700 parsec) från solen. 

## Observation

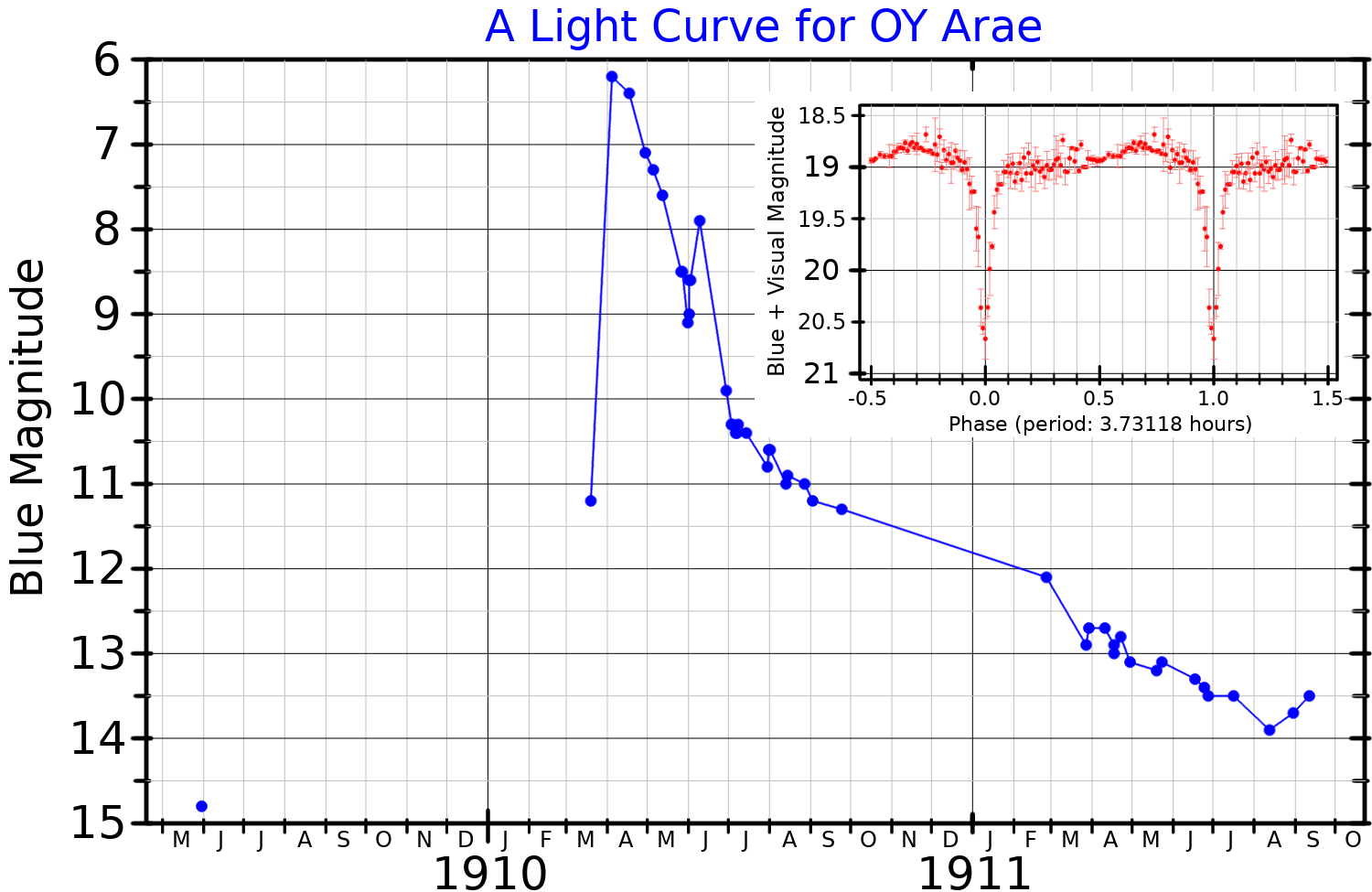
Ljuskurva för OY Arae. Huvuddiagrammet (från data publicerade av Walker och Shapley) visar utbrottet 1910, och det infällda diagrammet (anpassat från Zhao och McClintock) visar ljuskurvan för förmörkelsen mätt 1995.

OY Arae upptäcktes av Williamina Fleming på en fotografisk plåt från Harvardobservatoriet, tagen den 4 april 1910. Vid den tidpunkten hade den en magnitud på 6,0, vilket gjorde den svagt synlig för blotta ögat under ideala observationsförhållanden. Undersökning av tidigare plåtar visade att den före utbrottet var ett objekt med magnituden 17,5 och den 19 mars 1910 hade den nått magnituden 12.
OY Arae anses vara en måttligt snabb nova, eftersom den avtog med 3 magnituder under de 83 dygnen efter upptäckten.. Ljuskurvan visade ett sekundärt maximum i juni 1910. Novans första spektrum erhölls den 5 juli 1910 och liknade en gasnebulosa. En optisk identifiering av den vilande novan gjordes 1994 och spektra som togs vid den tiden visade starka Balmerlinjer i emission ovanpå ett blått kontinuum.
Alla novor är dubbelstjärnor, med en "donatorstjärna" som kretsar kring en vit dvärg. De två stjärnorna är så nära varandra att material överförs från donatorstjärnan till den vita dvärgen. Eftersom avståndet mellan de två stjärnorna är jämförbart med donatorstjärnans radie är novor ofta förmörkande dubbelstjärnor, och OY Arae visar förmörkelser. Förmörkelserna av primärstjärnan, där donatorstjärnan förmörkar den vita dvärgen och dess ackretionsskiva, är ungefär 2 magnituder djupa och varar mindre än 30 minuter. Omloppsperioden är 3,73118 timmar. Den vita dvärgens massa är 0,82 ± 0,12 solmassa, och donatorstjärnans massa är 0,34 ± 0,01 solmassa. De två stjärnorna är separerade med 1,28 ± 0,04 solradie.
Merparten av systemets luminositet produceras av skivan av material som skalas av från givarstjärnan. Denna uppskattas vara 7 magnituder ljusare än själva givarstjärnan, där den vita dvärgen är ännu svagare. Systemets absoluta magnitud anges som +4,6, men detta värde är förvrängt av skivans form, sedd nästan från kanten. En genomsnittlig absolut magnitud justerad för betraktningsvinkel är +3,6.